# Eoeuscorpius ceratoi
 (juin 2020).
Eoeuscorpius
Genre
Espèce
Eoeuscorpius ceratoi, unique représentant du genre Eoeuscorpius, est une espèce fossile de scorpions de la famille des Euscorpiidae.

## Répartition
Cette espèce a été découverte au Monte Bolca à Vestenanova en Vénétie en Italie. Elle date du Paléogène, précisément de l'Éocène, Yprésien.

## Description
L'holotype mesure 38 mm.

## Étymologie
Cette espèce est nommée en l'honneur de Massimo Cerato.

## Publication originale
- Kühl & Lourenco, 2017 : A new genus and species of fossil scorpion (?Euscorpiidae) from the Early–Middle Eocene of Pesciara (Bolca, Italy). Paläontologische Zeitschrift, vol. 91, p. 283–290.